# Daniel Conn
Daniel William Conn (Goolma, 14 febbraio 1986) è un rugbista a 13 e modello australiano.

## Biografia
Giocava come seconda linea.
Dopo il ritiro ha intrapreso la carriera da modello apparendo anche nella serie TV inglese di MTV Geordie Shore nel ruolo di "Fit Dan"